# Danemarca la Jocurile Olimpice de vară din 2016
Danemarca a participat la Jocurile Olimpice de vară din 2016 de la Rio de Janeiro în perioada 5 – 21 august 2016, cu o delegație de 121 de sportivi, care a concurat în 16 sporturi. Cu un total de 15 medalii, inclusiv două de aur – cel mai înalt număr de medalii de după Londra 1948 –, Danemarca s-a aflat pe locul 28 în clasamentul final.

## Participanți
Delegația daneză a cuprins 121 de sportivi: 80 de bărbați și 41 de femei (rezervele la fotbal, handbal, hochei pe iarbă și scrimă nu sunt incluse). Cel mai tânăr atlet din delegația a fost înotătoarea Julie Kepp Jensen (16 ani), cel mai vechi a fost jucătorul de golf Søren Kjeldsen (41 de ani).
| Sport         | Masculin | Feminin | Total |
| ------------- | -------- | ------- | ----- |
| Atletism      | 3        | 5       | 8     |
| Badminton     | 5        | 3       | 8     |
| Caiac canoe   | 1        | 4       | 5     |
| Canotaj       | 6        | 7       | 13    |
| Ciclism       | 11       | 3       | 14    |
| Echitație     | 1        | 3       | 4     |
| Fotbal        | 18       | 0       | 18    |
| Golf          | 2        | 2       | 4     |
| Handbal       | 14       | 0       | 14    |
| Lupte         | 1        | 0       | 1     |
| Natație       | 8        | 7       | 15    |
| Navigație     | 6        | 5       | 11    |
| Tenis         | 0        | 1       | 1     |
| Tenis de masă | 1        | 0       | 1     |
| Tir           | 2        | 1       | 3     |
| Triatlon      | 1        | 0       | 1     |
| Total         | 80       | 41      | 121   |

## Medalii

### Medaliați
| Medalie | Nume | Sport       | Probă                                              | Dată      |
| ------- | --- | ----------- | -------------------------------------------------- | --------- |
| Aur     | Pernille Blume | Natație     | 50 m liber feminin                                 | 13 august |
| Aur     | Echipa națională masculină Niklas Landin Jacobsen Mads Christiansen Mads Mensah Larsen Casper Ulrich Mortensen Jesper Nøddesbo Jannick Green Lasse Svan Hansen Hans Lindberg Rene Toft Hansen Henrik Møllgaard Kasper Søndergaard Henrik Toft Hansen Mikkel Hansen Morten Olsen Michael Damgaard | Handbal     | Turneul masculin                                   | 21 august |
| Argint  | Jakob Fuglsang | Ciclism     | Cursa masculină pe șosea                           | 6 august  |
| Argint  | Jacob Barsøe Kasper Winther Jørgensen Morten Jørgensen Jacob Larsen | Canotaj     | Patru rame fără cârmaci ctg. ușoară (L4-) masculin | 11 august |
| Argint  | Mark Madsen | Lupte       | 75 kg greco-roman masculin                         | 14 august |
| Argint  | Emma Åstrand Jørgensen | Caiac canoe | K-1 500 m feminin                                  | 18 august |
| Argint  | Kamilla Rytter Juhl Christinna Pedersen | Badminton   | Dublu feminin                                      | 18 august |
| Argint  | Sara Slott Petersen | Atletism    | 400 m garduri feminin                              | 18 august |
| Bronz   | Anne Dsane Andersen Lærke Rasmussen | Canotaj     | Dublu râme (2-) feminin                            | 12 august |
| Bronz   | Casper Folsach Lasse Norman Hansen Niklas Larsen Frederik Madsen Casper Pedersen Rasmus Quaade | Ciclism     | Urmărire masculină pe echipe                       | 12 august |
| Bronz   | Mie Nielsen Rikke Møller Pedersen Jeanette Ottesen Pernille Blume | Natație     | 4×100 m mixt feminin                               | 13 august |
| Bronz   | Lasse Norman Hansen | Ciclism     | Omnium masculin                                    | 15 august |
| Bronz   | Anne-Marie Rindom | Navigație   | Laser Radial                                       | 16 august |
| Bronz   | Jena Mai Hansen Katja Salskov-Iversen | Navigație   | 49erFX                                             | 18 august |
| Bronz   | Viktor Axelsen | Badminton   | Simplu masculin                                    | 19 august |

### Medalii după sport
| Sport       | Aur | Argint | Bronz | Total |
| Natație     | 1   | 0      | 1     | 2     |
| Ciclism     | 0   | 1      | 2     | 3     |
| Canotaj     | 0   | 1      | 1     | 2     |
| Atletism    | 0   | 1      | 0     | 1     |
| Badminton   | 0   | 1      | 1     | 2     |
| Caiac canoe | 0   | 1      | 0     | 1     |
| Lupte       | 0   | 1      | 0     | 1     |
| Navigație   | 0   | 0      | 2     | 2     |
| Handbal     | 1   | 0      | 0     | 1     |
| Total       | 2   | 6      | 7     | 15    |

## Natație
| Sportiv                                                   | Probă         | Calificări | Calificări | Semifinale | Semifinale | Finală        | Finală        |
| Sportiv                                                   | Probă         | Timp       | Loc        | Timp       | Loc        | Timp          | Loc           |
| --------------------------------------------------------- | ------------- | ---------- | ---------- | ---------- | ---------- | ------------- | ------------- |
| Pernille Blume Julie Kepp Jensen Sarah Bro Mie Ø. Nielsen | 4×100 m liber | 3:39,45    | 12         | N/A        | N/A        | Nu au avansat | Nu au avansat |